# Safonovsky (huyện)
Huyện Safonovsky (tiếng Nga: Сафо́новский райо́н) là một huyện hành chính tự quản (raion), của Tỉnh Smolensk, Nga. Huyện có diện tích 2245 kilômét vuông, dân số thời điểm ngày 1 tháng 1 năm 2000 là 67400 người. Trung tâm của huyện đóng ở Safonovo.